# Saint Brieux
Pour les articles homonymes, voir Saint Brieuc et Saint-Brieuc.
Saint-Brieux est une municipalité rurale fransaskoise situé dans la province de la Saskatchewan dans l'ouest canadien. Les habitants sont majoritairement francophones.

## Description
La ville est créée en 1904 par 70 pionniers venant de Bretagne en France. Elle se distingue par la culture de céréales et une industrie florissante fabriquant des machines agricoles et divers productions para agricoles employant plus de 1.000 salariés[Quand ?].
Le bulletin de la Société archéologique du Finistère de 1978 a publié une étude d'une vingtaine de page sur l'émigration en 1909 à Saint Brieux de Joseph Béléguic, conserveur Douarneniste frappé par la crise de la sardine de 1904 à 1908.
Son nom serait une altération par l'administration anglophone du nom de la ville de Saint-Brieuc en Bretagne.

## Histoire
L'abbé Paul Le Floch, qui avait été recteur de Magoar (Côtes-du-Nord, en France) avant de partir missionnaire au Canada, revint pendant l'hiver 1903-1904 dans son ancienne paroisse et parvint à convaincre environ 300 Bretons d'aller, via Saint-Malo et Halifax, s'établir au Canada, pour une partie d'entre eux sur les rives du lac Lenore en Saskatchewan où ils défrichèrent une centaine de lots ("homestead"). Le nom choisi pour le village créé est "Saint-Brieuc du Canada", mais une erreur orthographique le fit appeler "Saint Brieux" : un bureau de poste en 1904 et une école en 1906 y sont créés. L'abbé Le Floch, dans une lettre adressée à l'abbé Cadic, recteur de la paroisse bretonne de Paris, en date du 22 décembre 1906 demande à ce dernier de trouver des jeunes femmes "montées à Paris" qui seraient volontaires pour se rendre au Canada. En 1929 la colonie bretonne des environs du lac Lenore compte plus de cent familles. Nombre de descendants des premiers colons ont fait souche et se trouvent souvent à la tête d'exploitations agricoles prospères.

## Démographie
Vers 1985, Saint Brieux comptait 401 habitants, dont 175 francophones. 
| 2001 | 2006 | 2011 | 2016 |
| ---- | ---- | ---- | ---- |
| 505  | 492  | 590  | 667  |